# Bunkermuseet i Hirtshals
Bunkermuseet i Hirtshals är en bevarad försvarsanläggning från andra världskriget vid Hirtshals på Danmarks Nordsjökust.
Försvarsanläggningen i Hirtshals består av två armékustbatterier (9:e och 10:e), vilka bägge anlades med början sommaren 1941, en förstärkarstation för radiotrafik mellan Tyskland och Danmark byggd från hösten 1941, tre infanteristödjepunkter från våren 1943 samt ett motståndsfäste som byggdes vid Havnegade i Hirtshals hamn från hösten 1943. 
Bunkermuseet omfattar 10:e batteriet. Bunkerkomplexet byggdes av den tyska ockupationsmakten vid Hirtshals fyr över en yta på 450 x 750 meter. Den omfattar 54 utgrävda bunkrar samt värn för kanoner, granatkastare och kulsprutor samt ställningar för radar och luftvärnsstrålkastare. Allt som allt finns 70 enskilda anläggningar, vilka förbinds med 3,5 kilometer löpgravar.
Bunkermuseet är en filial till Vendsyssel Historiske Museum.